# Biblioteca de la Universidad Nacional Mayor de San Marcos
La Biblioteca de la Universidad Nacional Mayor de San Marcos es una institución encargada del apoyo a la comunidad universitaria sanmarquina en el fomento a la lectura, la docencia y la investigación, ofreciendo modernos servicios y una infraestructura favorable para el estudio. Actualmente, la institución comprende la Biblioteca Central "Pedro Zulen" y el Sistema de Bibliotecas (SISBIB), que engloba las colecciones especializadas de cada facultad de la universidad.

## Historia
Desde 1768 la universidad buscó instituir —además de las colecciones propias de cada facultad— una biblioteca central, sin embargo, esta no llegaría a concretizarse del todo hasta 1871. Saqueadas durante la ocupación chilena durante la Guerra del Pacífico, a inicios del siglo XX se inició un proceso modernización emprendido por el reconocido bibliotecólogo Pedro Zulen y el historiador peruano Jorge Basadre, proceso que logró la reorganización y catalogación total de los títulos habidos.

## Presentación
La Biblioteca Central 'Pedro Zulen' inaugurada en diciembre del año 1999, tiene como visión convertirse en un centro de información y modelo de biblioteca universitaria que brinde servicios de información innovadores a los usuarios internos y externos a través de una gestión basada en la optimización de recursos tecnológicos, económicos y humanos. Para ello, tiene como misión el ser un centro de recursos de información y difusión del conocimiento científico, tecnológico y humanístico que contribuya en la formación académico profesional y la investigación, brindando servicios de información pertinentes y de calidad, asumiendo el compromiso institucional de la Universidad, cuyos ejes están orientados al desarrollo humano y sostenible del país.
Actualmente cuenta con cuatro niveles:
- Nivel 0: Auditorio 'Rosa Alarco Larrabure', Sala de Investigaciones y Sala de Recursos Multimedia.
- Nivel 1:Sala de Referencia, Catálogo electrónico, Sala de Exposiciones , Sala Humanidades (estantería abierta) y Cubículos de estudio grupal.
- Nivel 2: Sala de Ciencias y de Tesis, y Cubículos de estudio grupal.
- Nivel 3: Sala Hemerográfica

## Sedes

### Biblioteca Central
La actual biblioteca central "Pedro Zulen" de la universidad es la culminación de varios proyectos de informatización y modernización. La biblioteca central funciona en un edificio de 19.800 m², siendo así la biblioteca universitaria más grande del Perú y una de las más grandes de América Latina. Está constituida de cuatro edificios unidos entre sí, tiene cinco niveles y se ubica en la Plaza cívica del campus universitario. El edificio tiene la capacidad de atención a 2.500 usuarios simultáneamente. Posee un escenario multifuncional, 400 butacas y diversos sistemas de alta tecnología que permiten la vigilancia por videocámara, conexión a Internet, sistemas de videoconferencia, proyectores multimedia, radio enlaces y equipos de audio y sonido profesional. 

La biblioteca cuenta con todos sus procesos automatizados, como por ejemplo lo relacionado con la adquisición de publicaciones de la universidad, así como la catalogación y clasificación de los textos y recursos que ofrece la biblioteca. La universidad busca digitalizar toda la información de origen nacional que se encuentra en la biblioteca a través de su servicio de biblioteca virtual, de este modo a mediano plazo incluiría colecciones de periódicos y revistas —que datan del siglo XVIII—, libros de reconocidos autores peruanos, e importantes obras que, por su escaso número o al ser ejemplares únicos, son de uso restringido. 

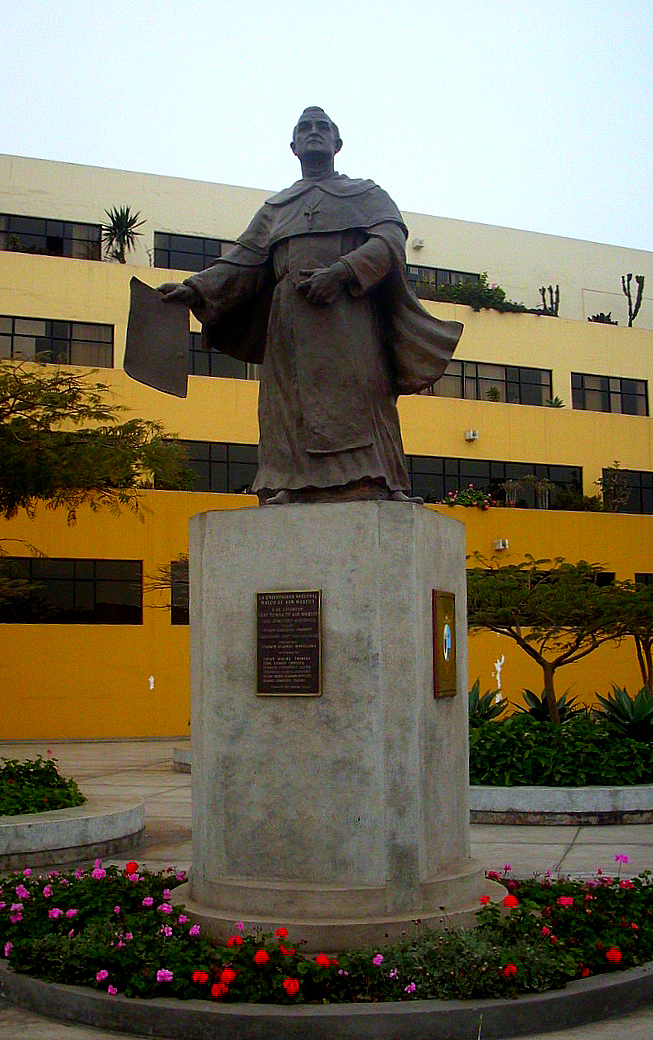
Monumento de fray Tomás de San Martín, gestor de la fundación de la Universidad Nacional Mayor de San Marcos, en el exterior de la biblioteca central "Pedro Zulen".

La biblioteca central "Pedro Zulen", con el auspicio de la UNESCO, dirige la iniciativa de desarrollar e implementar procesos de digitalización y publicación electrónica en el área de las tesis y otros documentos, utilizando para ello estándares internacionales como OAI-PMH, TEI Lite, Dublin Core, ETD-MS, XML, entre otros. Esta iniciativa que ha recibido el nombre de Cybertesis de la Universidad de San Marcos es actualmente el repositorio más grande del Perú.

### Sistema de Bibliotecas (SISBIB)
Cada una de las facultades de la Universidad Nacional Mayor de San Marcos cuenta con su propia biblioteca especializada en las áreas de estudio de cada facultad, estas se conectan entre sí a través del "Sistema de bibliotecas" (SISBIB) de la universidad. Actualmente además del sistema de bibliotecas, la Universidad de San Marcos cuenta con la "Biblioteca Central Pedro Zulen", que incluye la mayor parte de los títulos de la universidad, y que dirige la actividad principal del SISBIB.
Además de la biblioteca central y de las bibliotecas de cada facultad ubicadas en la "Ciudad Universitaria" el SISBIB tiene también a su cargo cuatro bibliotecas especializadas localizadas como otras dependencias universitarias: Biblioteca España de las Artes, Biblioteca "Instituto Raúl Porras Barrenechea", Biblioteca del Museo de Historia Natural "Javier Prado", y Biblioteca-Museo "Temple-Radicati".

## Colección

### Impresos
- Ciencia: libros de biología, farmacia, física, matemática, medicina, química y otros.
- Folletos: sobre diversas temáticas.
- Fondo Reservado: libros antiguos (desde el siglo XVI); revistas y periódicos peruanos del siglo XIX; colección con énfasis en la bibliografía peruana, de interés especial para la historia de la Universidad.
- Hemerográfico: periódicos y revistas nacionales e internacionales publicadas a partir del siglo XX.
- Humanidades: libros de administración, arte, ciencias sociales, comunicación, contabilidad, derecho, educación, economía, filosofía, lingüística, literatura y otros.
- Referencia: conformada por atlas, compendios estadísticos, diccionarios, enciclopedias y otros.
- Tesis e investigaciones afines: producidas en la UNMSM.[6]

### Electrónicos
- Bases de datos científicas: incluyen revistas y libros electrónicos.
- Multimedia: incluyen CD, DVD, discos láser y otros formatos.
- Repositorios UNMSM: tesis, trabajos de investigación y revistas publicadas a partir del siglo XX.
  - "Cybertesis"
  - "Revistas Científicas UNMSM" de las facultades e Institutos de Investigación[6]